# Liste libre
Ne doit pas être confondu avec la Liste libre des paysans, classes moyennes et ouvriers, un ancien parti politique du Luxembourg
Pour les articles homonymes, voir FL.
La Liste libre (en allemand : Freie Liste, abrégé en FL) est un parti politique du Liechtenstein.

## Histoire
La Liste libre a vu le jour à l'automne 1985 à l'initiative de membres du magazine Maulwurf et s'inscrit dans le développement des partis écologistes en Europe ; la Liste libre se caractérise par une orientation sociale, démocratique et écologique unique dans un pays où la majorité des partis sont sur une ligne politique conservatrice. 
Selon le programme du parti, les thèmes principaux sont l'égalité entre les hommes et les femmes, la justice sociale et la solidarité, la protection de l'environnement, la politique des transports et l'intégration des étrangers. Elle s'engage pour l'introduction d'une monarchie représentative au Liechtenstein. Le parti a soutenu notamment le oui à l'intégration du pays au sein de l'EEE en 1995 et le oui lors du référendum concernant la reconnaissance des unions entre partenaires de même sexe en 2010 et 2011.

## Force électorale
- En 1986, elle présente des candidats pour la première fois mais, avec 7,1 % des voix, n'obtient pas le quorum nécessaire pour obtenir des sièges.
- En 1989, elle obtient 7,51 % des voix.
- Elle atteint pour la première fois le quorum fixé à 8 % en 1993 et fait ainsi son entrée au Parlement avec deux sièges lors des élections de février avec 10,4 % des voix. En octobre de la même année, elle obtient un siège lors d'élections anticipées avec 8,5 % des voix.
- En 1997, elle obtient à nouveau deux sièges avec 11,6 % des voix.
- En 2001, le parti évite de perdre tous ses sièges et n'en garde qu'un, celui de Paul Vogt[6] et 8,8 % des voix.
- Lors des élections de 2005, elle obtient 13 % des voix et occupe désormais trois des 25 sièges. Elle est représentée dans les conseils de six des onze communes de la principauté.
- En 2009, elle obtient 8,9 % des voix et perd deux de ses trois sièges[7].
- En 2013, avec 11,1 % des voix, la Liste libre retrouve trois sièges au Landtag[8].
- En 2017, le parti obtient 12,6 % et maintient ses trois sièges.
- En 2021, le parti remporte 12,86 % des suffrages et maintient à nouveau ses trois sièges.

## Résultats électoraux

### Élections législatives
| Élection | Voix   | %     | Sièges | Gouvernement        |
| -------- | ------ | ----- | ------ | ------------------- |
| 1986     | 6 582  | 7,1   | 0 / 15 | Extra-parlementaire |
| 1989     | 12 090 | 7,6   | 0 / 25 | Extra-parlementaire |
| 02/1993  | 16 724 | 10,4  | 2 / 25 | Opposition          |
| 10/1993  | 13 447 | 8,5   | 1 / 25 | Opposition          |
| 1997     | 19 455 | 11,6  | 2 / 25 | Opposition          |
| 2001     | 16 184 | 8,8   | 1 / 25 | Opposition          |
| 2005     | 25 286 | 13,0  | 3 / 25 | Opposition          |
| 2009     | 17 835 | 8,9   | 1 / 25 | Opposition          |
| 2013     | 21 603 | 11,3  | 3 / 25 | Opposition          |
| 2017     | 24 595 | 12,6  | 3 / 25 | Opposition          |
| 2021     | 25 956 | 12,86 | 3 / 25 | Opposition          |
| 2025     | 22 549 | 10,87 | 2 / 25 |                     |

### Élections municipales
| Élection | Voix   | %    | Conseillers | Bourgmestres |
| -------- | ------ | ---- | ----------- | ------------ |
| 1987     | 1 659  | 1,4  | 0 / 117     | 0 / 11       |
| 1991     | 4 376  | 3,7  | 2 / 117     | 0 / 11       |
| 1995     | 9 011  | 7,1  | 5 / 121     | 0 / 11       |
| 1999     | 7 638  | 6,0  | 6 / 117     | 0 / 11       |
| 2003     | 9 590  | 7,0  | 6 / 117     | 0 / 11       |
| 2007     | 13 233 | 9,4  | 7 / 117     | 0 / 11       |
| 2011     | 11 758 | 7,7  | 6 / 117     | 0 / 11       |
| 2015     | 10 647 | 7,0  | 3 / 115     | 0 / 11       |
| 2019     | 12 024 | 8,3  | 8 / 115     | 0 / 11       |
| 2023     | 10 954 | 7,48 | 5 / 115     | 0 / 11       |